# Bat-21
Bat-21 — позывной экипажа американского самолёта радиоэлектронной разведки EB-66, сбитого во время Войны во Вьетнаме.

## История
Самолёт был сбит зенитной ракетой над северной частью Южного Вьетнама 2 апреля 1972 года. Из всего экипажа выжил только штурман подполковник Айсил Хэмблтон, успевший катапультироваться. За несколько дней до этого в регионе началось широкомасштабное наступление северовьетнамских войск («Пасхальное наступление»), и Хэмблтон приземлился в районе, полностью контролируемом крупными силами противника. Поскольку он служил в специальном подразделении ВВС США и имел доступ к секретным данным, американское командование приняло решение спасти его любой ценой.
Спасение подполковника Хэмблтона стало самой большой поисково-спасательной операцией в истории ВВС США, в ходе которой от сильнейшего зенитного огня противника было потеряно ещё несколько самолётов и вертолётов. Сам Хэмблтон 11 дней успешно скрывался от противника. Когда стало ясно, что подобрать его обычными средствами невозможно, в район были направлены солдаты формирования специального назначения SEAL («Морские котики»), сумевшие эвакуировать его.
За участие в операции по спасению подполковника Хэмблтона было выдано более 200 медалей, а спасший его военный Томас Норрис был удостоен высшей военной награды США — Медали Почёта.
Истории спасения посвящены две документальные книги и художественный фильм «Bat-21» с Джином Хэкменом в роли Хэмблтона.